# ویلی فون کانل
ویلی فون کانل (انگلیسی: Willy von Känel; ۳۰ اکتبر ۱۹۰۹ – ۲۸ آوریل ۱۹۹۱) بازیکن فوتبال اهل سوئیس بود.
از باشگاه‌هایی که در آن بازی کرده‌است می‌توان به باشگاه فوتبال سروت ۱۸۹۰ اشاره کرد.
وی همچنین در تیم ملی فوتبال سوئیس بازی کرده‌است.